# Copa Aerosur del Sur
A Copa Aerosur del Sur é um torneio de futebol realizado na Bolívia, que é disputada entre os departamentos de Santa Cruz, La Paz e Cochabamba, com o patrocínio das linhas aéreas Aerosur. Começou a ser disputada em 2009 e atualmente conta com 6 equipes classificadas em cada departamento. Ela passou a ser uma copa "alternativa disputada pelos times que nãso participavam da Copa Aerosur. Contudo, as linhas aéreas Aerosur resolveram patrocinar esse campeonato também, formando assim um campeonato paralelo.

## Campeões da Copa Aerosur del Sur
| Ano  | Campeão                | Vice-campeão | 3º Colocado | 4º Colocado            |
| ---- | ---------------------- | ------------ | ----------- | ---------------------- |
| 2009 | San José               | Real Potosí  | La Paz      | The Strongest          |
| 2010 | Guabirá                | Real Potosí  | San José    | Universitario de Sucre |
| 2011 | Universitario de Sucre | Real Potosí  | San José    | Nacional Potosí        |

### Ligações Externas
- Copa Aerosur (em espanhol)
- Site Bolívia.com - Futebol (em espanhol)
- Rádio Bolívia - Artigo sobre a final da Copa Aerosur del Sur de 2010 (em espanhol)
- Site Oficial do San José (em espanhol)